# Pompeo Venturi
Pompeo Venturi, né le 21 septembre 1693 à Sienne et décédé le 12 avril 1752 à Ancône, est un jésuite italien, commentateur du Dante.

## Biographie
Né à Sienne le 21 septembre 1693, entra chez les jésuites en 1711, enseigna la philosophie à Florence pendant deux ans, et la rhétorique successivement à Sienne, à Prato, à Florence et à Rome, jusqu’en 1746. On lui laissa alors le repos dont il avait besoin pour terminer de grands ouvrages qui sont néanmoins restés inédits. Sa santé étant tout à fait dérangée, ses supérieurs l’envoyèrent à Ancône, pour qu’il y respirât un air plus pur ; mais c’était trop tard, et il y mourut aussitôt après son arrivée, le 12 avril 1752.

## Œuvres
- Dante con una breve e sufficiente dichiarazione del senso letterale, diversa in più luoghi da quella degli antichi commentatori, dédié à Clément XII, Lucques, 1732, 3 vol. in-8° ; Vérone, 1749, in-8° ; Venise, 1739 et 1751, in-8°. Ce commentaire n’est complet que dans l’édition de Vérone et dans la dernière de Venise. Après un long oubli, le goût pour le poème du Dante se réveilla au commencement du 18e siècle, et ce fut alors que les pères Venturi, Bettinelli et Zaccaria, jésuites, firent tous leurs efforts pour le décrier. Le commentaire de Venturi parut anonyme dans les premières éditions. Laissant à l’écart le sens allégorique et le sens moral, il n’explique que le sens littéral, qui est ordinairement assez clair. Il place toujours un correctif à côté des invectives du poète contre la donation de Constantin, contre plusieurs papes, et contre les désordres de l’Église. Lombardi, qui a publié son travail soixante années après celui de Venturi, a réfuté plusieurs assertions de celui-ci.
- Orazione funebre detta nelle solenni esequie del M. Rev. Mons. Luigi Maria Strozzi, vescovo di Fiesole, etc., 1736.